# FK Harkov
FK Harkov (ukrajinsko:ФК «Харків») je profesionalni  nogometni klub iz Harkova, Ukrajina. 

## Trenutna ekipa
| Št. | Država     | Položaj | Igralec                     |
| --- | ---------- | ------- | --------------------------- |
| 3   | Ukrajina   | DF      | Oleg Karamuška              |
| 4   | Ukrajina   | DF      | Andrij Sokolenko            |
| 5   | Ukrajina   | DF      | Vitalij Komarnicki          |
| 7   | Ukrajina   | DF      | Andrij Berezovčuk (kapetan) |
| 8   | Ukrajina   | DF      | Vadim Samborski             |
| 9   | Brazilija  | FW      | William Batista             |
| 10  | Brazilija  | MF      | Anderson Ribeiro            |
| 11  | Ukrajina   | FW      | Oleksander Pihur            |
| 12  | Ukrajina   | GK      | Rustam Hudžamov             |
| 14  | Ukrajina   | MF      | Evgen Čeberiaćko            |
| 17  | Belorusija | MF      | Oleksij Sučkov              |

| Št. |            | Položaj | Igralec            |
| --- | ---------- | ------- | ------------------ |
| 19  | Ukrajina   | FW      | Artur Sirik        |
| 20  | Gruzija    | MF      | Kahaber Aladašvili |
| 21  | Ukrajina   | MF      | Oleksij Gorodov    |
| 23  | Ukrajina   | MF      | Mikola Hrinčenko   |
| 25  | Belorusija | DF      | Aleksej Pankovec   |
| 32  | Ukrajina   | GK      | Dmitro Stojko      |
| 33  | Ukrajina   | MF      | Maksyim Bili       |
| 34  | Ukrajina   | MF      | Vadim Milko        |
| 35  | Ukrajina   | MF      | Ruslan Hunčak      |
| 44  | Ukrajina   | DF      | Artem Fedecki      |
| 77  | Ukrajina   | MF      | Oleksander Procjuk |
| 99  | Togo       | FW      | Ibrahim Abdoulaye  |

### Prihodi v sezoni 07/08
| Št. | Država     | Položaj | Igralec                                         |
| --- | ---------- | ------- | ----------------------------------------------- |
| —   | Ukrajina   | FW      | Ruslan Platon (iz FK Karpati Lvov)              |
| —   | Belorusija | MF      | Oleksij Sučkov (iz FK Karpati Lvov)             |
| —   | Brazilija  | FW      | William Batista (iz FK Karpati Lvov)            |
| —   | Gruzija    | DF      | Kahaber Aladašvili (posojen od FK Dinamo Kijev) |
| —   | Togo       | FW      | Ibrahim Abdoulaye (iz Westbue United)           |
| —   | Ukrajina   | MF      | Vadim Milko (posojen od FK Dinamo-2 Kijev)      |

### Odhodi v sezoni 07/08
| Št. | Država   | Položaj | Igralec                                  |
| --- | -------- | ------- | ---------------------------------------- |
| 89  | Ukrajina | FW      | Oleksander Gladki (v Šahtar Doneck)      |
| 8   | Ukrajina | MF      | Oleksander Maksimov (to FK Dnipro)       |
| 13  |          | MF      | Guvanchmuhamed Ovekov (v FK Žetisu)      |
| 15  | Ukrajina | FW      | Ruslan Platon (v FK Zakarpattja Užgorod) |

### Glavni trenerji
| - Genadij Litovčenko (2005-2006) - Vladimir Kulajev (2006) - Volodimir Besonov (2006-) |

## Famous Players
- Oleksander Gladki
- Oleksander Jacenko
- Oleksander Maksimov
- Jevgen Čeberjančko
- Andrij Obremko

## Ligaška in pokalna zgodovina
| Sezona  | Div. | Pos. | Pl. | W | D | L  | GS | GA | P  | Domači pokal | Evropa | Evropa |
| ------- | ---- | ---- | --- | - | - | -- | -- | -- | -- | ------------ | ------ | ------ |
| 2005-06 | 1    | 13   | 30  | 9 | 6 | 15 | 29 | 36 | 33 | 1/16 finala  |        |        |
| 2006-07 | 1    | 12   | 30  | 8 | 9 | 13 | 26 | 38 | 33 | 1/8 finala   |        |        |